# Melicope eriophylla
Melicope eriophylla là một loài thực vật có hoa trong họ Cửu lý hương. Loài này được (Merr. & L.M. Perry) T.G. Hartley mô tả khoa học đầu tiên năm 2001.